# サマー・スタイル・アワード
サマー・スタイル・アワード（SUMMER STYLE AWARD、SSA）は、日本のボディコンテスト。2015年に金子賢によって設立された。

## 特徴
「夏が一番似合う男性と女性」を決めることをコンセプトとしている。小麦色の肌と健康的な筋肉の美しさが評価される。毎年東海地方での参加者が多いという。

## 会場
東京のTFTホールなどで開催されている。